# プリキュアたいそう&プリキュア音頭〜スマイルWink〜
「プリキュアたいそう&プリキュア音頭〜スマイルWink〜」（プリキュアたいそうアンドプリキュアおんど〜スマイルウィンク〜）は、吉田仁美/五條真由美のシングル。2015年8月19日にマーベラスから発売された。

## 概要
東映アニメーション制作、ABCテレビ・テレビ朝日系列で放送のテレビアニメ「プリキュアシリーズ」を題材にした、シリーズで初となる体操用及び盆踊り用楽曲。これまでテレビや映画でのエンディングでCGキャラクターがダンスを踊っていたが、その延長線上として制作されている。
「プリキュアたいそう」は幼稚園や保育園での体操・お遊戯に用いることができるように、従来のダンスよりもわかりやすく、楽しい振り付けとなっている。歌は『スマイルプリキュア!』から『ハピネスチャージプリキュア!』まででエンディングテーマを担当した吉田仁美が担当している。
「プリキュア音頭〜スマイルWink〜」は盆踊りの新たな定番曲を目指して制作された音頭曲で、プリキュアらしい明るく楽しい内容となっている。同楽曲は初代シリーズ『ふたりはプリキュア』のオープニングテーマなどシリーズで多くの楽曲を歌唱する五條真由美が担当している。
レッスン映像を収録したDVDが同梱され、両曲共にジョイント・アクションクラブの原ななえが振り付けを担当、発売時放送中の作品である『Go!プリンセスプリキュア』のキュアフローラ、その前作『ハピネスチャージプリキュア!』のキュアラブリー、前々作『ドキドキ!プリキュア』のキュアハートの着ぐるみが踊っている。この映像は東映アニメーションの公式YouTubeチャンネルでも公開されている。
ジャケットイラスト（歌詞カード表紙）とケース裏面（歌詞カード裏表紙）には浴衣姿の歴代主人公プリキュアが描かれており、歌詞カードを広げると一つに繋がった絵となっている。

## 収録曲

### CD
1. プリキュアたいそう [3:05] 
歌：吉田仁美
作詞・作曲・編曲：宮下浩司
2. プリキュア音頭〜スマイルWink〜 [3:09] 
歌：五條真由美
作詞：あおきくみこ、作曲：高取ヒデアキ、編曲：籠島裕昌
  - テレビアニメ『Go!プリンセスプリキュア』第27話挿入歌[注 2]
  - テレビアニメ『魔法つかいプリキュア!』第29話挿入歌
3. プリキュアたいそう（オリジナル・カラオケ） [3:05]
4. プリキュア音頭〜スマイルWink〜（オリジナル・カラオケ） [3:09]

### DVD
1. プリキュアたいそう（レッスン映像）
2. プリキュア音頭〜スマイルWink〜（レッスン映像）